# غطاء عضوي

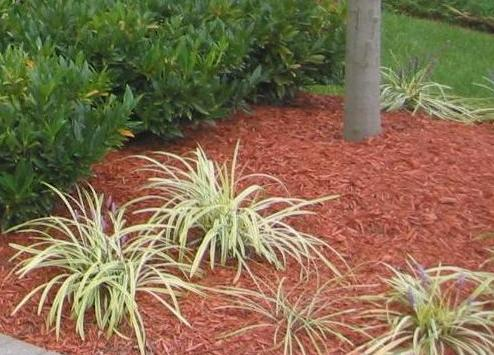

الغطاء العضوي أو المِهاد أو القشيشة هي طبقة من المواد التي توضع على سطح التربة. تشمل أسباب وضع النشارة، الحفاظ على رطوبة التربة، وتحسين الخصوبة وصحة التربة، والحد من نمو الأعشاب الضارة وتعزيز جمالية المنطقة. عادة (وليس حصرًا) ما تكون النشارة في الطبيعة عضوية. قد تكون دائمة (مثل الأغطية البلاستيكية) أو مؤقتة (مثل رقائق لحاء الأشجار). يمكن وضعها على التربة العارية أو حول النباتات الموجودة. تُدمج رواسب السماد أو السماد الطبيعي بشكل طبيعي في التربة عن طريق نشاط الديدان والكائنات الحية الأخرى. تُستخدم هذه العملية في كل من إنتاج المحاصيل التجارية، وفي البستنة، وعند استعمالها بشكل صحيح، يمكن تحسين إنتاجية التربة بشكل كبير.

## الاستخدامات
تُستخدم العديد من المواد مثل النشارة  للحفاظ على رطوبة التربة، وتنظيم درجة حرارة التربة، وقمع نمو الأعشاب الضارة، بالإضافة إلى جمالية المنظر العام للمكان. توضع على سطح التربة وحول الأشجار وفي الطرقات ومشاتل الزهور لمنع تآكل التربة على المنحدرات، وفي مناطق إنتاج محاصيل الزهور والخضروات. تكون طبقات النشارة عادة 2 بوصة (5.1 سم) أو أكثر عمقًا عند وضعها. توضع في أوقات مختلفة من السنة وذلك اعتمادًا على الغرض.
قرب بداية موسم الزراعة، توضع النشارة في البداية لتدفئة التربة من خلال مساعدتها على الاحتفاظ بالحرارة التي تفقدها خلال الليل. ما يتيح نثر البذور المبكر وزرع بعض المحاصيل، والتشجيع على نمو أسرع. مع تقدم الموسم، تُحافظ النشارة على توازن درجة حرارة التربة والرطوبة، وتمنع نمو الحشائش من البذور. في المناخات المعتدلة، يعتمد تأثير النشارة على الوقت الذي توضع فيه. عند استخدامها في الخريف والشتاء، تُؤخر النشارة نمو النباتات المعمرة في الربيع أو منع النمو في فصل الشتاء خلال الفترات الدافئة، ما يحد من أضرار ذوبان الجليد. يعد تأثير النشارة على رطوبة التربة معقدًا. تشكل النشارة طبقة بين التربة والغلاف الجوي تمنع أشعة الشمس من الوصول إلى سطح التربة، ما يقلل من التبخر. ومع ذلك، يمكن أن تمنع النشارة الماء أيضًا من الوصول إلى التربة عن طريق امتصاصه أو اعتراض سبيل مياه الأمطار الخفيفة. من أجل زيادة فوائد النشارة، مع تقليل تأثيراتها السلبية، توضع غالبًا في أواخر الربيع/ أوائل الصيف عندما ترتفع درجات حرارة التربة بدرجة كافية، لكن  يظل محتوى رطوبة التربة مرتفعًا نسبيًا. ومع ذلك، تُستخدم النشارة الدائمة أيضًا على نطاق واسع وتعد مادة قيمة، نظرًا لبساطتها، وذلك حسب المؤلف روث ستاوت، الذي قال: «طريقتي ببساطة، الحفاظ على نشارة كثيفة لأي مادة نباتية تتعفن على جانبي خضروات وزهور حديقتي، طوال العام. كلما تحللت وأثرت التربة، أضفت المزيد». توضع النشارة البلاستيكية المستخدمة في الإنتاج التجاري على نطاق واسع، باستعمال الجرار أو طبقة خاصة من النشارة البلاستيكية. عادة ما يكون هذا جزءًا من عملية ميكانيكية متطورة، إذ تُشكل أحواض الزراعة، ويُلف البلاستيك من الأعلى، وتُزرع الشتلات فيها. غالبًا ما يكون الري بالتنقيط مطلوبًا، مع وضع شريط بالتنقيط تحت البلاستيك، لأن نشارة البلاستيك غير منفذة للماء.

## المواد
تختلف المواد المستخدمة للنشارة ويعتمد ذلك على عدد من العوامل. للاستخدام، يجب الأخذ بعين الاعتبار مدى توفر المادة، وتكلفتها، ومظهرها، وتأثيرها على التربة بما في ذلك التفاعلات الكيميائية ودرجة الحموضة، والمتانة، وقابلية الاحتراق، ومعدل التحلل، ومدى نظافتها. يمكن أن تحتوي بعض المواد على بذور للأعشاب الضارة أو مسببات الأمراض النباتية.
تُستخدم مجموعة متنوعة من المواد لتكوين النشارة:
- المخلفات العضوية: قصاصات الحشائش، أوراق الأشجار، التبن، القش، مخلفات الشَّاغَة، لحاء الأشجار المبشور، قطع لحاء الأشجار الكاملة، نشارة الخشب، الأصداف، رقاقات الخشب، الجرائد الممزقة، الورق المقوى، الصوف، سماد الحيوانات، إلخ. تعمل العديد من هذه المواد أيضًا على أنها نظام سماد مباشر، مثل قصاصات النشارة من جزازة العشب، أو المواد العضوية الأخرى المستعملة مثل أوراق السماد.
- السماد العضوي: تُستخدم المواد المركبة بالكامل لتفادي مشاكل السمية النباتية المحتملة. تُستخدم المواد الخالية من البذور بشكل أكثر، لمنع بزوغ الأعشاب الضارة بواسطة النشارة.
- السجاد القديم (اصطناعي أو طبيعي): يصنع نشارة مجانية، ومتاحة بسهولة.[13]
- نشارة المطاط: مصنوعة من مطاط الإطارات المعاد تدويره.
- نشارة البلاستيك: تنمو المحاصيل من خلال الشقوق أو الثقوب في الأغطية البلاستيكية الرقيقة. تسود هذه الطريقة في زراعة الخضروات على نطاق واسع، إذ تُزرع ملايين الفدّانات تحت نشارة البلاستيك في جميع أنحاء العالم كل عام (يُشار إلى ضرورة التخلص من النشارة البلاستيكية باعتبارها مشكلة بيئية).
- يمكن استخدام الصخور والحصى. في المناخات الباردة، قد تمدد الحرارة التي تحتفظ بها الصخور موسم الزراعة.

في بعض مناطق الولايات المتحدة، مثل ولاية بنسلفانيا الوسطى وشمال كاليفورنيا، يشار إلى النشارة في كثير من الأحيان باسم «لحاء الدبغ»، حتى من قبل المصنعين والموزعين. في هذه المناطق، تُستخدم كلمة «النشارة» خصيصًا للإشارة إلى لحاء الدبغ الرقيق جدًا أو الإسفغنون.

### النشارة العضوية
تتعفن النشارة العضوية بمرور الوقت وتكون مؤقتة. تؤثر الطريقة التي تتحلل بها نشارة عضوية معينة وتتفاعل مع ترطيب الأمطار والندى على فائدتها. قد تؤثر بعض أنواع النشارة مثل القش والإسفغنون ونشارة الخشب وغيرها من المنتجات الخشبية سلبًا على نمو النبات بسبب نسب الكربون والنيتروجين المتفاوتة، لأن البكتيريا والفطريات التي تحلل المواد، تزيل النيتروجين من التربة المحيطة المساعدة على النمو. ومع ذلك، كان هناك خلاف بين الباحثين وخبرة عمال البساتين بشأن ما إذا كان هذا التأثير له أي تأثير عملي على الحدائق. يمكن للنباتات العضوية أن تذبل وتشكل حاجزًا يمنع تدفق الماء والهواء بين التربة والغلاف الجوي. يمكن أن تفرغ النشارة العضوية الموضوعة رأسياً المياه من التربة إلى السطح، وبذلك تزداد إمكانية جفاف التربة. قد تحتوي النشارة المصنوعة من الخشب على النمل الأبيض، لذلك، يجب الحرص على عدم وضع النشارة بالقرب من المنازل أو المباني التي يمكن أن تتلفها تلك الحشرات. توصي بعض الشركات المصنعة للنشارة بوضعها على بُعد عدة بوصات بعيدًا عن المباني.
النشارة العضوية المُتاحة عادة:

#### أوراق الأشجار
تميل الأوراق التي تُسقطها الأشجار في فصل الخريف إلى أن تكون جافة وتُنفخ في مهب الريح، لذلك غالباً ما تُقطع أو تُمزق قبل الاستخدام. عند تحللها، تلتصق ببعضها البعض وتسمح للمياه والرطوبة بالتسرب إلى سطح التربة. يمكن أن تشكل الطبقات السميكة لأوراق الشجر، وخاصةً أوراق أشجار القيقب والبلوط، طبقة كثيفة في الشتاء والربيع، تعوق نمو العشب الجديد والنباتات الأخرى. تُستخدم الأوراق الجافة لتصبح نشارة شتوية لحماية النباتات من التجمد والذوبان في المناطق ذات الشتاء البارد، تُزال عادة خلال فصل الربيع.

#### قصاصات العشب
تُجمع قصاصات العشب في بعض الأحيان من مروج القص والمُستخدمة في أماكن أخرى مثل النشارة. تعتبر قصاصات العشب كثيفة، لذا تُخلط بأوراق الشجر أو السماد الخام لتوفير تهوية وتسهيل تحللها دون تعفن كريه الرائحة. يمكن أن يضر تعفن قصاصات العشب الطازج بالنباتات، يؤدي تعفنها في كثير من الأحيان إلى تراكم ضار وانحباس للحرارة.